# Военно-воздушные силы Никарагуа
Никарагуанские воздушные силы (исп. Fuerza Aérea del Ejército de Nicaragua) — один из видов вооружённых сил Республики Никарагуа.

## История

### Военно-воздушные силы Национальной гвардии
В 1920 году Национальная гвардия Никарагуа получила из США первые четыре самолёта Curtiss JN.2.
5 июля 1927 года имело место первое боевое применение авиации на территории страны — во время сражения за Окоталь пять американских бипланов «de Havilland DH.4» атаковали силы генерала Аугусто Сандино.
ВВС Никарагуа были созданы в 1930-е годы. В 1936 году был сформирован «воздушный корпус Национальной гвардии», который в 1938 году был преобразован в военно-воздушные силы. Первоначально, они состояли из небольшого количества учебно-тренировочных и транспортных самолётов американского производства (по состоянию на 1945 год — около 20 машин).
В 1947 году, после подписания в Рио-де-Жанейро Межамериканского договора о взаимной помощи США передали для Никарагуа двенадцать истребителей-бомбардировщиков P-47D, которые стали первыми боевыми самолётами в составе ВВС страны.
В 1954 году в Швеции было приобретено 26 истребителей P-51D «мустанг», ещё 30 было получено из США по программе военной помощи (эти самолёты находились на вооружении ВВС до 1964 года).
В 1960 году на территории страны, в районе порта Пуэрто-Кабесас была создана база ЦРУ США (JMTide, она же «Happy Valley») для подготовки «бригады 2506» для военного вторжения на Кубу. После того, как 13 апреля 1961 года «бригада 2506» была отправлена на Кубу, военная база со взлётно-посадочной полосой осталась в распоряжении национальной гвардии Никарагуа.
В 1962 году на вооружение поступили первые реактивные самолёты — шесть T-33A.
4 декабря 1970 года транспортный самолёт C-47 военной авиации Никарагуа (бортовой номер 411) разбился, врезавшись в склон вулкана Турриальба на территории Коста-Рики (погибли все шесть человек на борту — три члена экипажа и три пассажира).
В 1974 году, после выставки-презентации вооружения в Манагуа, А. Сомоса начал закупки авиатехники в Израиле — в частности, им были приобретены два транспортных самолёта IAI-201 «Arava».
Ещё пять транспортных CASA-212 были заказаны в 1975 году во франкистской Испании (и получены в 1977 году — после завершения подготовки экипажей).
3 августа 1975 года один транспортный самолёт С-47 (бортовой номер 412) упал в залив Фонсека в 300 м от мыса Амапала.
В 1976 году в США были куплены один «Beechcraft Bonanza A35» и один Piper PA-23 «Aztec».
По состоянию на 1977 год, военно-воздушные силы насчитывали 1500 человек и 18 боевых самолётов.
Летом 1978 года США передали правительству Никарагуа десять истребителей-бомбардировщиков Т-28.
5 января 1979 года транспортный CASA-212 (бортовой номер 423) разбился при взлёте из столичного аэропорта.
Весной 1979 года в Израиле были закуплены девять лёгких самолётов-разведчиков Cessna 337 (с установленным вооружением и переоборудованных для ведения антипартизанских действий) и два вертолёта Sikorsky H-34.
18 июля 1979 года, в последний день перед падением режима Сомосы, летчики Национальной гвардии занимались эвакуацией функционеров и приближенных диктатора. Они перелетели в соседний Гондурас, где попросили у правительства страны предоставить им политическое убежище. В общей сложности, на авиабазе Тегусигальпа приземлились десять военных самолётов и четыре вертолёта, в том числе: два транспортных C-46, два реактивных T-33, два вооружённых разведчика Cessna-337, два лёгких транспортных самолёта CASA C.212 и ещё два легких самолёта. Остальная авиатехника, оставшаяся на территории Никарагуа, перешла к сандинистам.

### Сандинистские ВВС (1979—1990)
После победы сандинистской революции в июле 1979 года, революционное правительство провело военную реформу, в результате которой 18 сентября 1979 года были созданы:
- Сандинистские военно-воздушные силы (Fuerza Aérea Sandinista, FAS)
- силы противовоздушной обороны (Defensa Anti-Aérea, DAA)

Основу сандинистских ВВС составили остававшаяся в стране авиатехника ВВС Национальной гвардии: пять реактивных самолётов T-33A; шесть лёгких штурмовиков T-28; шесть вооружённых самолётов-разведчиков Cessna 337; семь транспортных самолётов (три американских C-47; два испанских CASA C.212 и два израильских IAI-201 «Arava»), семь вертолётов (четыре OH-6A, один транспортный UH-1H и два старых H-34), а также один бомбардировщик B-26 (требовавший ремонта, но в целом пригодный к дальнейшей эксплуатации). Кроме того, в распоряжение ВВС передали несколько легких самолётов «сессна» и «пайпер», реквизированных у частных владельцев и из гражданской авиации.
- 12 июня 1979 года капитан ВВС Никарагуа (бывший офицер Национальной гвардии) совершил угон самолёта Cessna 337 (бортовой номер FAN 320) в Коста-Рику.

В этот период ВВС испытывало острый дефицит подготовленного личного состава (пилотов и авиатехников, поскольку многие национальные гвардейцы покинули страну), оборудования и запасных частей.
В 1980 году правительство направило группу из 70 добровольцев в Болгарию для обучения в качестве пилотов вертолётов и авиатехников.
В 1981 году ВВС Никарагуа получили авиатехнику советского производства: первые два вертолёта Ми-8 (всего, в 1980-е годы было получено до 40 шт. Ми-8 и Ми-17, которые составили основу авиапарка страны) и четыре транспортных самолёта Ан-26, а также некоторое количество зенитного оружия.
В декабре 1981 года во Франции были куплены два вертолёта SA.316B Alouette III.
В 1982 году правительство Ливии передало ВВС Никарагуа шесть лёгких учебно-тренировочных самолётов итальянского производства SIAI-Marchetti SF.260ML/W.
К 1983 году в Никарагуа было завершено создание системы противовоздушной обороны страны, разработанной по советским стандартам и с использованием советского вооружения.
В ноябре 1984 года ВВС Никарагуа получили первые четыре боевых вертолёта Ми-25.
К моменту завершения боевых действий против «контрас» в 1990 году, ВВС Никарагуа насчитывали два самолёта T-33A; 14 учебно-тренировочных самолётов (четыре ливийских SF.260ML/W; пять Cessna 180 и пять Cessna T-41), 11 транспортных самолётов (два американских C-47; два испанских CASA C.212, два советских Ан-26 и пять Ан-2), а также несколько уцелевших самолётов-разведчиков Cessna 337 и 33 вертолёта (семь Ми-25, двадцать Ми-8 и Ми-17, два Ми-2, два французских SA.316B Alouette III и два американских OH-6A).

### После 1990 года
В результате военной реформы в 1990—1995 гг. была проведена демобилизация, личный состав ВВС был сокращён с 3000 человек в 1990 году до 1200 человек в 1993 году, сократилось количество авиатехники (часть была продана). В 1996 году ВВС Никарагуа были переименованы в FAN (Fuerza Aérea Nicaragüense).
По состоянию на 2011 год, военно-воздушные силы насчитывали 1,2 тыс. военнослужащих, 15 боевых вертолётов; 16 транспортных вертолётов Ми-17; четыре самолёта Ан-26; один Ан-2; один T-41D и один самолёт Cessna 404.
20 июня 2013 года вертолёт Ми-17 ВВС Никарагуа (бортовой номер 334) разбился в районе озера Манагуа
В 2014 году по программе военно-технического сотрудничества из России был получен учебно-тренировочный комплекс КТВ-Ми-17В-5 для подготовки экипажей вертолётов Ми-17В-5.
23 февраля 2018 года из России были получены два транспортных самолёта Ан-26.
В июле 2021 года по программе военной помощи Россия передала вооруженным силам Никарагуа вертолёт Ми-8МТВ-1, оборудованный системой пожаротушения.

## Современное состояние
По состоянию на начало 2022 года военно-воздушные силы насчитывали 1,2 тыс. человек, 9 транспортных самолётов (три Ан-26, один «Beechcraft 90», два PA-28, один самолёт Cessna 404, один «Cessna-U206» и один «Cessna-172»), два учебных самолёта PA-18 и девять вертолётов (семь Ми-17 и два Ми-171Е).

## Организационная структура

### Пункты базирования
В настоящее время, действующими авиабазами ВВС Никарагуа являются Манагуа, Блуфилдс, Монтелимар, Пуэрто-Кабесас и Пуэрто-Сандино.

### Боевой состав
| Обозначение формирования или части | Вооружение и оснащение | Место расположения |
| ---------------------------------- | ---------------------- | ------------------ |
|                                    |                        |                    |
|                                    |                        |                    |
|                                    |                        |                    |
|                                    |                        |                    |
|                                    |                        |                    |
|                                    |                        |                    |
|                                    |                        |                    |

## Техника и вооружение
Данные о технике и вооружении ВВС Никарагуа взяты со страницы журнала Aviation Week & Space Technology.
| Тип         | Производство | Назначение                | Количество | Примечания |          |
| Самолёты    | Самолёты     | Самолёты                  | Самолёты   | Самолёты   | Самолёты |
| ----------- | ------------ | ------------------------- | ---------- | ---------- | -------- |
| Ан-2        | СССР         | самолёт общего назначения | 1          |            |          |
| Ан-26       | СССР         | транспортный самолёт      | 2          |            |          |
| Cessna 172  | США          | самолёт общего назначения | 1          |            |          |
| Cessna 404  | США          | самолёт общего назначения | 1          |            |          |
| Piper PA-18 | США          | самолёт общего назначения | 1          |            |          |
| Piper PA-28 | США          | самолёт общего назначения | 1          |            |          |
| Вертолёты   |              |                           |            |            |          |
| Ми-17       | СССР         | многоцелевой вертолёт     | 9          |            |          |

## Опознавательные знаки
- Опознавательный знак ВВС Никарагуа
- Знак на киль

### Эволюция опознавательных знаков
| Опознавательный знак | Знак на фюзеляж | Знак на киль | Когда использовался | Порядок нанесения |
| -------------------- | --------------- | ------------ | ------------------- | ----------------- |
| нет данных           |                 | нет данных   | до 1936 года        |                   |
|                      | нет данных      |              | 1936 — 1942         |                   |
|                      | нет             |              | 1942 год            |                   |
|                      |                 |              | 1942 — 1962         |                   |
|                      |                 |              | 1962 — 1979         |                   |
| нет данных           |                 |              | 1979 — 1990         |                   |
|                      |                 |              | с 1990 года         |                   |

## Знаки различия

### Генералы и офицеры
| Категории               | Генералы            | Генералы          | Генералы           | Старшие офицеры | Старшие офицеры  | Старшие офицеры | Младшие офицеры | Младшие офицеры   | Младшие офицеры |
| ----------------------- | ------------------- | ----------------- | ------------------ | --------------- | ---------------- | --------------- | --------------- | ----------------- | --------------- |
|                         |                     |                   |                    |                 |                  |                 |                 |                   |                 |
| Никарагуанское звание   | General de ejército | Mayor general     | General de brigada | Coronel         | Teniente coronel | Mayor           | Capitán         | Teniente primero  | Teniente        |
| Российское соответствие | Генерал-полковник   | Генерал-лейтенант | Генерал-майор      | Полковник       | Подполковник     | Майор           | Капитан         | Старший лейтенант | Лейтенант       |

### Сержанты и солдаты
| Категории               | Подофицеры         | Подофицеры         | Подофицеры | Сержанты и старшины | Сержанты и старшины | Сержанты и старшины | Сержанты и старшины | Солдаты            | Солдаты |
| ----------------------- | ------------------ | ------------------ | ---------- | ------------------- | ------------------- | ------------------- | ------------------- | ------------------ | ------- |
|                         |                    |                    |            |                     |                     |                     | 30px                |                    | 30px    |
| Никарагуанское звание   | Suboficial primero | Suboficial segundo | Suboficial | Sargento primero    | Sargento segundo    | Sargento tercero    | '                   | Soldado de primera | Soldado |
| Российское соответствие | Старший прапорщик  | Прапорщик          | нет        | Старшина            | Старший сержант     | Сержант             | Младший сержант     | Ефрейтор           | Рядовой |